# Сан-Сіро (іподром)
Іподром Сан Сіро розташовується в м. Мілан, район Сан Сіро. Складається з двох спортивних комплексів: 
- IPPODROMO DEL GALOPPO (галоп) — адреса: пл. Спорт, ном. 16-18-20;
- IPPODROMO DEL TROTTO (рись) — розташовується по вул. Пікколоміні, 2 (на розі пл. Спорт).[1]

## Історія
Місцем проведення перегонів в Мілані у 1807 р. було корсо Буенос-Айрес. Зараз це — серце шопінгу. У 1842 році був створений перший іподром в Ломбардії, змагання проводилися на Плацу (Piazza d'Armi), поблизу Кастелло Сфорцеско (див. Парк Семпіоне ).
В кінці століття також почали проводити перші перегони риссю на площі Андреа Доріа.
В 1886 році було вирішено розташувати іподром на зелених просторах району Сан-Сіро. Проект авторства інж. Джуліо Валеріо був втілений в життя в результаті трьох років інтенсивних робіт. 
Для управління діяльністю іподрому в 1919 році була сформована SIRE — товариство по розведенню породистих коней в Італії. В 1920 р. було створено манеж для галопу, а в 1925 р. — для рисі.

##### Кінь Леонардо
В 1999 р. в парку міланського іподрому було розміщено статую "Кінь" Леонардо да Вінчі, реалізовану в мармурі та граніті.

##### Кінь для сліпих
Бронзову копію "Коня" Леонардо да Вінчі в зменшеному масштабі було відкрито 12 грудня 2000 року в Національний день сліпих. Її розміри - близько 45 см, вага — 15 кг. Авторка — американка Ніна Акаму. Завдяки написам шрифтом Брайля сліпі можуть осягнути твір на дотик.